# ダイレクト・マーケット

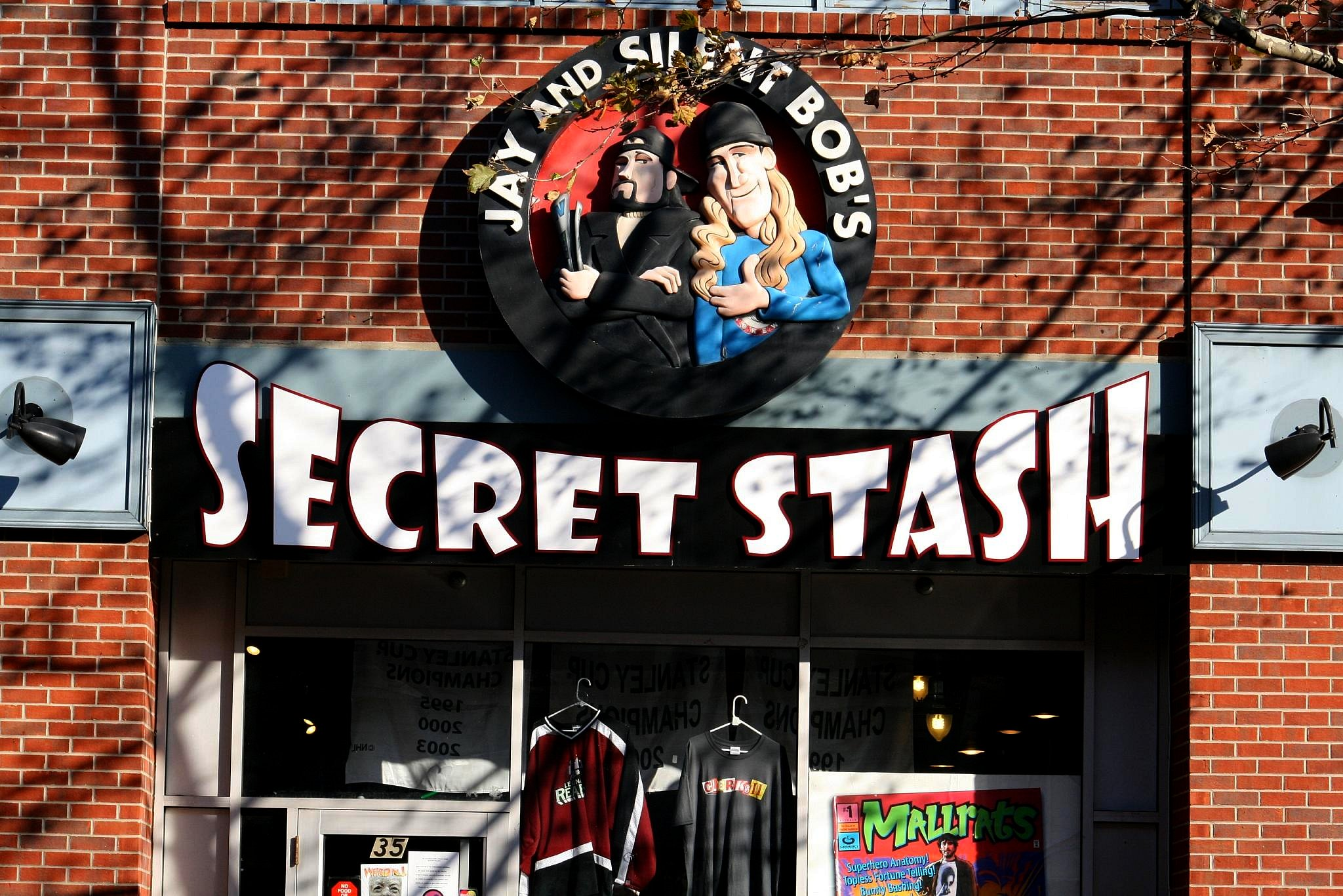
ケヴィン・スミスが所有するコミックブック専門店 Jay and Silent Bob's Secret Stash 。ニュージャージー州レッドバンク。

ダイレクト・マーケット (英: direct market) とは、アメリカのコミックブック出版で主流を占める取次・小売ネットワークである。そのコンセプトは1970年代にフィル・シウリング (Phil Seuling) によって作られた。現在ダイレクト・マーケットを構成しているのは、独占的な取次店（ダイヤモンド・コミック・ディストリビューターズ）と、大多数のコミック専門店、およびコミックブック以外の関連商品も扱う非専門店である。
現在の事業モデルと正確に一致するわけではないが、「ダイレクト・マーケット」の名は、小売店が取次を飛び越えて出版社から直接仕入れを行うという当初の事業形態からとられたものである。しかし、ダイレクト・マーケットの最大の特徴は、むしろ返品が不可能だという点にある。一般書店やニューススタンドへのコミックブック配本では委託販売制 (sale-or-return model) が取られるのに対し、ダイレクト・マーケットを通じた配本は買い切り制であり、仕入れ価格で優遇される代わりに売れ残りを返品して払い戻しを受けることはできない。そのため取次や小売店は需要を正確に予想するよう強いられる。しかし一方で、ダイレクト・マーケットでは売れ残りを在庫として後日売却することができたため「バックイシュー」市場が発展した。
出版社にとってリスクが少ないダイレクト・マーケット流通システムは、二大出版社（マーベルとDC）の牙城を崩すには至らなかったものの、新しいコミック出版社に参入機会を与えたとも評価されている。1970年代の後半に興ったコミックの独立系出版社や自己出版は現在まで隆盛を続けているが、それが事業として可能になったのは、返品を前提とした無作為陳列型のニューススタンド方式に替わって、顧客のターゲットを絞ることができるダイレクト・マーケットが成立したことが大きい。

## コミックブック専門店
コミックブックの販売は1970年代まで主にニューススタンドやグロサリーストア、ドラッグストア、コンビニエンスストア、玩具店で行われていた。1960年代の終わりにはコミックブック専門店がちらほら現れ始め、ニューススタンド取次から仕入れた新刊や、当時新しいカウンターカルチャーだったアンダーグラウンド・コミックスのほか、バックイシュー（過去号）を販売した。この種の専門店として北米最古とされているのは、1966年の春に“キャプテン・ジョージ”・ヘンダーソンがカナダのトロントに開店したバイキング・ブックショップである。同店は1年後にトロント市内で移転を行うとともにメモリー・レーン・ブックスに改名した。米国初のコミックブック専門店は、ゲイリー・アーリントンが1967年か1968年に開店したサンフランシスコ・コミックブック・カンパニーだと考えられている。これら二店は現存しない。1970年代になると、ダイレクト・マーケットの成立により、コミックショップのネットワークが広く浸透し盛況を迎えた。
コミック専門店は既存の販売形態と比べて多くの強みを備えていた。
- 発売日: ダイレクト・マーケット傘下の専門店は多くの場合、ニューススタンド売りよりも1週間早く最新号を仕入れることができた[5]。
- 商品の状態: グロサリーストアなどが雑誌の陳列に使っていたワイヤー製マガジンラックは深さがコミックブックサイズの半分しかないことが多く、本の背が折れたりページがめくれ返る問題があった。大抵のダイレクト・マーケット小売店はそれとは対照的に、コミックブックの状態を良好に保つため十分なサイズの書架を設置していた。また多くの専門店はコミックブック購入者にマイラーバッグ（ポリフィルム製の袋）とバックボード（折れ防止の板）を提供した（この習慣は1980年代にはじまり、店によっては現在でも続けられている）。
- 取扱商品: ダイレクト小売店はグロサリーストアには不適切な大人向けの作品（暴力、裸体、有害な言葉、ドラッグなどの描写を含むもの）も販売できた。加えて、ダイレクト配本では返品が認められなかったため、バックイシューを大量に備えている店が多かった。またグロサリーストアなどが扱わないミニフィギュア、ポスター、トイのようなグッズも置くことができた。
- 価格: ダイレクト小売店の顧客はグロサリーストアなどより平均年齢が高く、落としていく金額も数倍だった。これにより定価5ドル以上のコミックブックも珍しくなくなった。
- 商品知識: ダイレクト小売店の経営者は自身もコミック・コレクターであることが多く、したがって取扱商品に精通している。電話で予約注文が行える店も一般的である（カウンターでの取り置きは "pull and hold" と言われる）。グロサリーストアなどの商品陳列が乱雑なのに対し、ダイレクト小売店では出版社別やジャンル別など配列に工夫があることが多い。

## 歴史

### 背景
ダイレクト・マーケットの登場以前、コミックブックはほとんどがニューススタンド、薬局、キャンディーストアなどで販売されていた。その時期の大手取次会社には、アメリカン・ニュース・カンパニーと、DCコミックスの親会社が所有していたインディペンデント・ニュースがある。チャールトン・コミックスも自社の取次であるキャピタル・ディストリビューション・カンパニーを所有していた。地方を基盤とする独立系取次店 (independent distributors, ID) は、インディペンデント・ニュースのような全米規模の取次ルートに組み込まれて小売店への配本を行った。この体制は1930年代から60年代まで続いた。

### 1960～70年代
1960年代の後半に興ったアンダーグラウンド・コミックス運動は、60年代中盤に急増したアンダーグラウンド出版と同じく、非主流の取次ネットワークに支えられていた。アンダーグラウンド・コミックスはニューススタンドやドラッグストアの店頭には並ばず、ヘッドショップ（大麻文化と関連する商店）を大きな販路とした。この運動の発祥地であったサンフランシスコ近郊のベイエリアでは複数の取次店が出現した。プリント・ミント（1969年ごろ）、前節で述べたサンフランシスコ・コミックブック・カンパニー（出版社も兼ねていた。1970年ごろ）、バド・プラント（1970年）、ラスト・ガスプ（1970年）、キース・グリーン／インダストリアル・リアリティーズ（1970年ごろ～）、チャールズ・アバー・ディストリビューションなどである。1970年ごろになると、アンダーグラウンドな取次店がアメリカ各地に現れた。ロサンジェルスにはノヴァがあり、レオナルド・ディカプリオの父ジョージも取次業を行っていた。中西部の取次店としてはドナヒュー・ブラザーズ（アナーバー）、キープ・オン・トラッキン・クープ／ビッグ・ラピッズ・ディストリビューション（デトロイト）、ウィスコンシン・インディペンデント・ニュース・ディストリビューターズ（マディソン）、アイシス・ニュース（ミネアポリス）、ウェルニュース（コロンバス）が挙げられる。1970年代の半ばにはビッグ・ラピッズが競合社を吸収して中西部を統一したが、そのころにはアンダーグラウンド・コミックスの市場は実質的に枯れ切っていた。
現在知られているようなダイレクト・マーケットが生み出されたのは、大手出版社のコミックブックが1970年代の初めにニューススタンドで売上不振に陥った影響である。1972年、コンベンションの主催やコミック売買を手掛けていたフィル・シウリングは、コミック出版社と交渉して、全国的な雑誌取次業者を介さずに出版社から直接仕入れを行い始めた。ニューススタンドなどが所属していた従来の独立系取次ルートでは売れ残りを返品して払い戻し金を積み立てることができたが、シウリングの取次と契約した専門店には買い取ったコミックブックの返品が認められなかった。しかしリスクを背負う代わりに大幅な値引きを受けることができたため、利益は大きかった。
シウリングが創設したシーゲイト・ディストリビューターズは小売店に対し、タイトルごと、号ごとに細かく発注数を決めることを許した。地方の独立系取次でそれができるところは少なかった。返品不可システムの確立にはこのような自由度の高い発注制度が不可欠だった。
ダイレクト取次は概して独立系取次よりはるかに配本が速かった。ダイレクト取次店は印刷所から1週間分の刊行物を受け取ると、一日か二日（時には数時間）のうちに再発送したり、地元の小売店への配本を行うのが一般的だった。それに対し、ほとんどの独立系取次店は同じ作業におおむね2～3週間を費やした（例外はあった）。毎週の新刊を心待ちにしているコミックファンを顧客層とする小売店に対して、この点は大きな誘引力となった。
ダイレクト取次のニーズが生まれたもう一つの要因は、多くの独立系取次店が、バックイシューを取り扱う小売店とはいかなる条件でも取引しなかったことである。取次店が恐れていたのは、そのような小売店が読者から古本を安く買戻し、返本して払い戻しを受けようとすることであった。
1970年代の半ばには、地方に基盤を置くダイレクト・セールス取次店がほかにも複数現れ、当時生まれたばかりだったコミック専門店マーケットからニューススタンド取次をほぼ駆逐した。五大湖地域のドナヒュー・ブラザーズ、南カリフォルニアのパシフィック・コミックス・ディストリビューターズ、南東部のニュー・メディア・ディストリビューション/アージャックスらはいずれも1974初頭までに起業した。シーゲイトは創業後数年にわたって、タイトルごとに25部単位で「ドロップシッピング（印刷所から小売店への直接発送）」を行うサービスで競合他社に先んじていた。後発の取次店は、顧客の注文した商品をまとめて仕入れ、自社店舗から配本するという伝統的な方法しか行っていなかった。しかし法的な脅しが行われたこと で、1970年代末になるとダイレクト取次店すべてでドロップシッピングのサービスが行われるようになった。また小売店側では少部数で発注を行う必要があったため、ドロップシッピングを利用するのは大口顧客のみとなった。このころには後発の取次でも複数の店舗を備えるものが増えていた。
独立系取次店を通したニューススタンドでの販売も廃れたわけではなく、返品可で値引き率の低い条件のままコミックブック流通の主流を占め続けた。

### 1980年代
1980年代の初め、DCやマーベルと直接取引しているすべての取次店によって業界団体IADD (International Association of Direct Distributors) が結成された。IADDは年次大会を実施し、1987年には猥褻描写に関するガイドラインを作成し、1988年にはダイヤモンド・コミック・ディストリビューターズのスティーヴ・ゲッピを副会長に選任した。
マーベル・コミックスは1980年にすでにダイレクト・マーケットの将来性を予見しており、1981年にはダイレクト・マーケット限定タイトルを数誌刊行した（『ダズラー』など）。1980年代前半の間にメジャーなコミック出版社はいずれもダイレクト・マーケット向けの作品を出し始めた。ニューススタンドでの売り上げは見込めない内容の作品だったが、熱心なファンからなるダイレクト・マーケットにおいては返品不可の条件でも十分に利益を出した。
新興の取次店のいくつかは比較的短命に終わり、競争力の高い団体に取って代わられた。法人としての連続性はなく、従業員も大部分は入れ替わったものの、ダイヤモンド・コミック・ディストリビューターズはニューメディア／アージャックスの後継者といえる。またキャピタル・シティ・ディストリビューションは大筋においてビッグ・ラピッズ・ディストリビューションの後継者と考えられる。
DCやマーベル、もしくはその両社から刊行物を直接購入して小売店に卸すダイレクト取次店は、1985年に北米でおよそ20社を数えてピークに達した。その多くは複数の店舗を運営していた。また正確な数は不明だが、おそらく数十社にのぼる二次取次店が大手の取次からDCやマーベルのコミック本を買い入れて小売店に配本していた（他の小出版社からは直接仕入れることが多かった）。ほとんどの二次取次店はダイレクト取次店の自社店舗がまだ置かれていない都市で営業していた。たとえばフィラデルフィア、ボストン、コロンバス（オハイオ州）、マディソン（ウィスコンシン州）、ランシング（ミシガン州）、インディアナポリス、バークレー（カリフォルニア州）などである。これら二次取次店の多くは、やがて取引相手だった一次取次店に吸収された。
80年代半ばから90年代半ばにかけて、アメリカのほぼすべての都市圏にはダイレクト取次の店舗が少なくとも一軒（時には二、三軒）置かれていた。そこは毎週の配本を行う拠点として機能していただけでなく「小売業者のためのスーパーマーケット」と呼べる場所でもあり、コミック店経営者が仕入れの不足を補ったり、事前に注文しなかった商品を検分した上で購入することができた。

### 1990年代
ニューススタンドの売上は減少し続け、ダイレクト・マーケットが二大コミック出版社（DCコミックスとマーベル・コミックス）にとって第一の市場となった。1980年代の後半から1990年代の初めにかけてコミックブック収集が流行すると、新しいコミック店が続々と開店し、既存の他業種店（スポーツカード専門店など）もダイレクト・マーケットに加わってコミック販売のサイドビジネスを始めた。この時期ダイヤモンドとキャピタル・シティはどちらもアメリカ全土におよそ20軒の店舗を持ち、全米規模の取次店として事業を行っていた。大手競合社だったグレンウッド、ロングホーン、バド・プラントなどはそれまでに事業の売却もしくは事業転換を行っていた。
このような急速な成長は投機の側面もあり、長続きしなかった。1990年代の中ごろには市場は縮小し、ダイレクト・マーケット傘下の小売店の閉店が相次いだ。ダイヤモンドとキャピタル・シティは地域店舗を閉鎖し、多数の店舗で包括的なサービスを提供する分散型事業モデルから、実店舗を排した少数の配送ハブによる集中型モデルに移行した。1994年、キャピタル・シティは刊行物の配送期日を破った出版社に対する罰則を告知して論争を呼んだ。これはニューススタンド時代のように30日間の返品可能期間を設けようとする業界の動向を受けたものだった。
マーベル・コミックスは自社配本を志し、当時ダイヤモンドとキャピタル・シティに次ぐ第三の取次会社だったヒーローズ・ワールドを買収した。ヒーローズ・ワールドは他社の本の取り扱いを停止した。取次他社はマーベルの大きな売り上げを失った穴を埋めるため、他の大手出版社と独占契約を結ぼうとした。ダイヤモンド・コミック・ディストリビューターズはDCコミックス、イメージ・コミックス、ダークホース・コミックス、その他小出版社数社と独占契約を結んだ。ダイヤモンドの最大の競合相手であったキャピタル・シティなど、ほとんどの取次他社は業界を去るか、ダイヤモンドに身売りした。そのほか、再注文市場など競争力を発揮できる分野にニッチを確立した取次店もあった。マーベル社は自社配本を軌道に乗せることに失敗し、ダイレクト・マーケットの取次最大手となっていたダイヤモンド社と独占契約を結ぶに至った。

### 2000年代
2000年代前半にグラフィックノベル（単行本）の人気が飛躍的に成長し、その販路となった一般書店がダイレクト・マーケットと競合し始めた。2006年にFMインターナショナル社が破たんしたこともあり、ダイレクト・マーケット取次は依然としてダイヤモンド社によって牛耳られていた。しかし、一般の書店や出版社がコミックへの関心を高めた結果、複数の出版社がダイヤモンドと無関係に書店向けの取次ルートを確立した。例として、TOKYOPOPはハーパーコリンズから、ファンタグラフィックスはW・W・ノートンから取次を行った。一方でダイヤモンドも書店向けの取次会社ダイヤモンド・ブック・ディストリビューターズを設立した。

## ダイレクト・マーケットの取次会社
以下のリストは二次取次店も含む。二次取次店はメインストリート・コミックの仕入れは他の取次店を通じて行うが、小出版社やアンダーグラウンド出版社からは刊行物を直接購入するのが一般的である。

### アメリカ
| 取次店名                                                             | 本拠地                                    | 創業時期     | 消滅時期     | 現状                               | 備考 |
| -------------------------------------------------------------------- | ----------------------------------------- | ------------ | ------------ | ---------------------------------- | --- |
| ダイヤモンド・コミック・ディストリビューターズ                       | メリーランド州ボルチモア                  | 1982         | —            | 営業中                             | ニューメディア／アージャックスの配送センターと取次店舗を継承した。 |
| ファット・ジャックス・コミックリプト                                 | ペンシルベニア州フィラデルフィア          | 1976         | —            | 取次事業から撤退                   | 二次取次として営業していた。現在では小売店。 |
| ラスト・ガスプ                                                       | カリフォルニア州サンフランシスコ          | 1970         | —            | 営業中                             | 出版社として創業し、直後に取次事業を開始した。 |
| ウェストフィールド・コミックス・サブスクリプション・サービス         | ウィスコンシン州マディソン                | 1979         | —            | 営業中                             | シェリル・アンソニーが設立した通販業者／取次店。 |
| アクション・ダイレクト                                               | カンザス州カンザスシティ                  | —            | —            | 現存せず                           | 1980年代に営業していた。1985年に Cavco Longhorn の資産を取得した。 |
| オルタナティヴ・リアリティーズ・ディストリビューティング             | コロラド州デンバー                        | 1979         | 1987         | バド・プラントが買収               | マイルハイ・コミックスが所有し、ナネット・ロザンスキが経営していた取次店。 |
| ビッグ・ラピッズ・ディストリビューション                             | ミシガン州デトロイト                      | 1975         | 1980         | 倒産                               | 1970年に創業したアンダーグラウンド出版社・アンダーグラウンド・コミックス取次店 だったが、1975年の初頭、近郊のアナーバーで営業していたドナヒュー・ブラザーズが破たんしたのを受けてメインストリーム・コミックの取次事業を開始した。従業員2名は後にキャピタル・シティ・ディストリビューションを創立した。 |
| バド・プラント                                                       | カリフォルニア州グラスバレー              | 1970         | 1988         | ダイヤモンドが買収                 | 取次店だった。 |
| キャピタル・シティ・ディストリビューション                           | ウィスコンシン州マディソン                | 1980         | 1996         | ダイヤモンドが買収                 | — |
| チャールズ・アバー・ディストリビューション                           | カリフォルニア州ベルモント                | 1982         | —            | バド・プラントが買収               | — |
| コールド・カット・ディストリビューション                             | カリフォルニア州サリナス                  | 1994         | 2008         | 資産はヘイヴンが取得               | 所有者はマーク・トンプソンとティム・ストループ。小出版・独立系コミックに特化していた。1998年3月にミネソタを基盤とするダウンタウン・ディストリビューションの資産を取得した。 |
| ザ・コミック・ディストリビューター                                   | ミシガン州ランシング                      | 1975         | 1979         | ビッグ・ラピッズが取得             | ドナヒュー・ブラザーズの従業員だったジム・フリールが始めた二次取次店。店名は後にコミック・カーニヴァルのマーク・ヒルトンが取得した。 |
| コミック・キングダム                                                 | ミシガン州デトロイト                      | 1981         | 1980年代初め | グレンウッドが取得                 | 小売業者ボブ・ヘレムスが創設した。 |
| コミックス・ハワイ                                                   | ハワイ州ホノルル                          | —            | —            | 現存せず                           | — |
| コミックス・アンリミテッド                                           | ニューヨーク市スタテンアイランド          | 1975         | 1994         | ダイヤモンドが買収                 | 経営者はロン・フォアマンとウォルター・ワン。小売業も行っていた。小売事業は1995年半ばにファンタジー・ブックス&ゲームズが買収。 |
| コモン・グラウンド・ディストリビューターズ                           | カリフォルニア州バークレー                | 1978         | 1982         | キャピタル・シティが買収           | ロバート・ビアボームが創立した二次取次店。ビッグ・ラピッズ・ディストリビューションと取引していた。 |
| デスティニー・ディストリビューターズ                                 | ワシントン州シアトル                      | 1980年代初め | 1990         | ダイヤモンドが買収                 | フィル・パンコウが創立した二次取次店。バド・プラントと取引していた。 |
| ドナヒュー・ブラザーズ                                               | ミシガン州アナーバー                      | 1970年ごろ   | 1975         | 倒産                               | 二番目に創立されたダイレクト取次（パシフィック・コミックスやニュー・メディア・ディストリビューションに1、2か月先行していた）。営業期間は1年ほど。当初はマーベル・コミックスとの取引を行っており、次いでウォレン・パブリッシング、アトラス／シーボード・コミックス、チャールトン・コミックス、アーチー・コミックスと事業を拡げ、DCコミックスとの取引を始めて2、3か月後に倒産した。顧客はビッグ・ラピッズが引き継いだ。コミック・センター・エンタープライズとしても知られていた。 |
| FMインターナショナル                                                 | ウィスコンシン州                          | 1996         | 2006         | 現存せず                           | 主としてバックイシューを取り扱っていた。資産はウェストフィールド・コミックスが取得した。 |
| フレンドリー・フランクス                                             | インディアナ州ゲアリー                    | 1984         | 1995         | キャピタル・シティが買収           | 所有者はフランク・W・マンジャラチーナ。 |
| グレンウッド・ディストリビューターズ                                 | ミズーリ州セントルイス                    | 1980年ごろ   | 1987         | 倒産                               | 1986年に身売り。1987年の春に経営危機を迎え、同年夏に出版社4社から訴訟を受け、秋に破産を宣言した。 |
| グローバル・ホーボー・ディストロ                                     | カリフォルニア州サンフランシスコ          | 2003         | 2012年ごろ   | 現存せず                           | 希少な自家製本コミックの取次業者だった。創立者はアンディ・ハーツェルとジェシー・リクロー。ラスト・ガスプと提携していた。 |
| ヘイヴン・ディストリビューターズ                                     | イリノイ州シカゴ                          | 2008         | 2011         | 現存せず                           | コールド・カット・ディストリビューションの資産を取得して創立された。主に独占契約ではない独立系出版社と取引していた。2011年10月に正式に倒産。 |
| ヒーローズ・ワールド・ディストリビューション                         | ニュージャージー州モリスタウン            | 1975         | 1997         | 1995年にマーベル・コミックスが買収 | ダイヤモンドとキャピタル・シティに次ぐ第三の大手取次だったが買収され、直後に倒産した。 |
| アイシス・ニュース                                                   | ミネソタ州ミネアポリス                    | 1970年代半ば | —            | ビッグ・ラピッズが買収             | 二次取次店。 |
| カフコ・ロングホーン                                                 | テキサス州                                | 1985         | —            | —                                  | 顧客はアクション・ダイレクトが引き継いだ。 |
| ニュー・メディア・ディストリビューション／アージャックス             | メリーランド州ロックビル (メリーランド州) | 1974年ごろ   | 1982         | —                                  | アージャックスは1970年代からハル・シャスターによって経営されていた。1981年末に会社更生法を申請し、翌年には取次部門をスティーヴ・ゲッピに売却した。ゲッピは直後にダイヤモンド・コミック・ディストリビューターズを創立した。 |
| ノヴァ                                                               | カリフォルニア州ロサンゼルス              | 1970年代半ば | —            | ビッグ・ラピッズが買収             | 二次取次店。 |
| パシフィック・コミックス・ディストリビューターズ                     | カリフォルニア州サンディエゴ              | 1974年ごろ   | 1985         | 倒産                               | 小売、出版、取次事業を展開していた。1984年に倒産し、配送センターと取次店舗はバド・プラントとキャピタル・シティに売却された。 |
| プリント・ミント                                                     | カリフォルニア州バークレー                | 1969年ごろ   | 1975年ごろ   | 現存せず                           | 出版業、小売業も行っていた。主にアンダーグラウンド・コミックス、ポスター、その他のカウンターカルチャー関連商品を扱っていた。 |
| シーゲイト・ディストリビューターズ                                   | ニューヨーク市ブルックリン                | 1972         | 1985         | 倒産                               | 事実上最初のダイレクト・マーケット取次店。 |
| セカンド・ジェネシス・ディストリビューション                         | オレゴン州ポートランド                    | 1991         | 1990         | ダイヤモンドが買収                 | — |
| ソーラー・スパイス・アンド・リカーズ                                 | マサチューセッツ州ケンブリッジ            | 1981年ごろ   | 1982         | ダイヤモンドが買収                 | 元の所有者はニュー・メディア／アージャックスのハル・シャスター。 |
| サザン・ファンタジーズ／C.I.B.                                       | ジョージア州アトランタ                    | 1986         | 1994年ごろ   | 現存せず                           | — |
| サンライズ・ディストリビューターズ                                   | カリフォルニア州コマース                  | 1980年代初め | 1988年ごろ   | 倒産                               | 経営者はスコット・ミッチェル・ローゼンバーグ。 |
| ウェルニュース                                                       | オハイオ州コロンバス                      | 1970年代半ば | —            | ビッグ・ラピッズが買収？           | 二次取次店。後に、ウェルニュースのスタッフを中心として初期のキャピタル・シティの支部が開設された。 |
| ウィスコンシン・インディペンデント・ニュース・ディストリビューターズ | ウィスコンシン州マディソン                | 1971         | 1970年代末   | ビッグ・ラピッズが買収             | 後期の経営者ミルトン・グリープとジョン・デイヴィスは後にキャピタル・シティ・ディストリビューションを創立した。 |

### カナダ
- アンドロメダ・ディストリビューティング・リミテッド（オンタリオ州トロント）— 1989年創立。
- ビッグ・ピクチャー・ディストリビューション（オンタリオ州トロント） — 経営者はロバート・マイア。
- コメックス・ディストリビューターズ（アルバータ州カルガリー） — 1988年にオレゴン州ポートランドを基盤とするセカンド・ジェネシス・ディストリビューションによって買収された[51]。
- ガリレオ・ディストリビューターズ（アルバータ州エドモントン）
- マルチブック・アンド・ピリオディカル（オンタリオ州トロント）
- ロビン・フッド・ディストリビューション（オンタリオ州オークビル）
- スティクス・インターナショナル（マニトバ州ウィニペグ）

### イギリス
- パシフィック・ディストリビューション — パシフィック・コミックス・ディストリビューターズの英国部門（1984年に清算され、資産はバド・プラントとキャピタル・シティに売却されていた）。1991年にダイヤモンドが買収した[31]。
- スラブ・オ・コンクリート — 経営者はピーター・ペイヴメント。2001年に倒産。
- タイタン・ディストリビューターズ — タイタン・エンタテインメント・グループの一部（タイタンは英国の小売店フォビドゥン・プラネットも所有していた）。1992年にダイヤモンドが買収[52]。